# American Park
American Park était un parc d'attractions ouvert le 1er juillet 1910 à Marseille, près du rond-point du Prado, en lieu et place du parc Chanot à côté du Stade Vélodrome. 

## Le parc d'attractions
Il s'agissait du plus important centre de loisirs et d'attractions de la ville. Sis 1, Bd Michelet, il comprenait un cinéma, une piste de patinage à roulettes, une brasserie, un buffet, une salle de spectacles et un parc d'attractions de 20 000 m2. L'entrée coûtait 50 centimes de franc français, soit 0,08 euro.
M. Albert Roman en fut le directeur, avant d'être lieutenant au 112e d'infanterie, mort pour la patrie le 21 décembre 1914.
L'American Park fut victime d'un incendie dès les premières années. La première Guerre mondiale finit d'achever ce parc.
Le site fut utilisé comme caserne pour le regroupement des troupes en transit en provenance du, ou vers le front d'Afrique du Nord.

### Événements
- Concerts
- Spectacles de phénomènes telles que G. Watt, l'Homme accumulateur
- Spectacles de patinage
- Feu d'artifice
- Fête des fleurs
- Fêtes enfantines du jeudi avec distribution de jouets et de ballons et lancement de bombes japonaises.

### Attractions
- Le Tourbillon railway, montagnes russes en bois
- Le Toboggan aquatique, Shoot the Chute
- Le Chatouilleur, montagnes russes en bois de type Tickler (ancêtre de la wild mouse)[4]
- La Roulette humaine
- Le Cake-Walk, palais du rire à un seul obstacle
- Le Château des soupirs, palais du rire

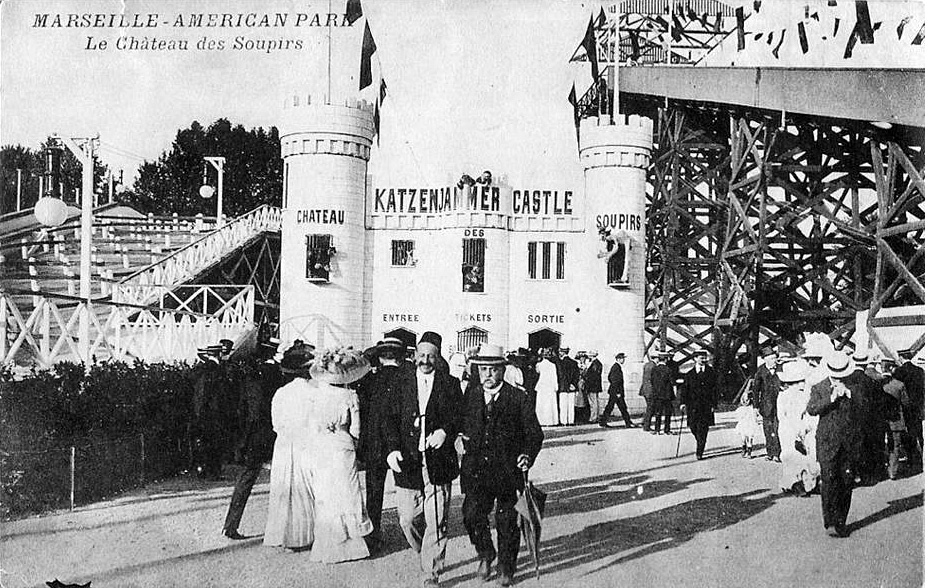
Le Château des soupirs
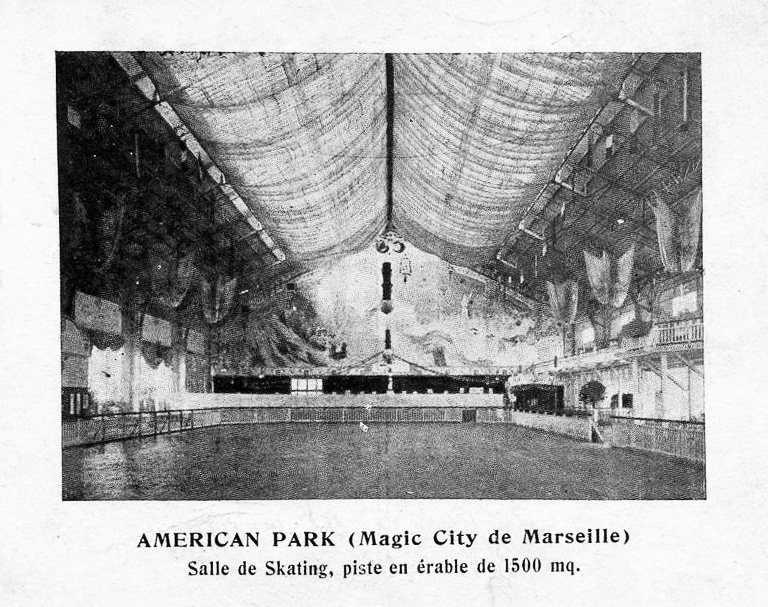
La salle de skating
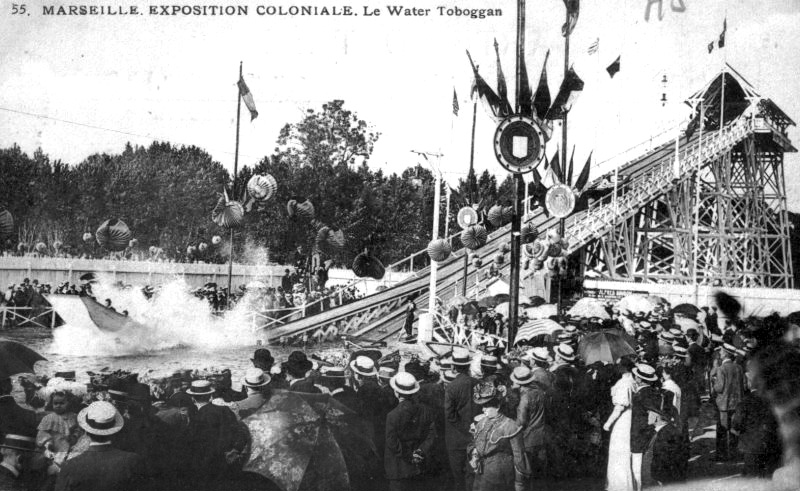
Le Toboggan aquatique